# Haden Edwards
Haden Edwards, también llamado Hayden Edwards (Stafford, Virginia; 12 de agosto de 1771 - Nacogdoches, Texas;  14 de agosto de 1849), fue un hacendado de los primeros tiempos de la colonización americana de Texas. El Condado Edwards, en la Edwards Plateau, se llama así por este personaje que en 1826 proclamó la República de Fredonia, pequeño territorio del pueblo de Nacogdoches, hecho que algunos historiadores consideran el precedente de la República de Texas.  

## Biografía
Haden Edwards había nacido en el Condado de Stafford, Virginia. Hijo de John Edwards senior, que llegó a ser uno de los dos primeros senadores por Kentucky. Haden Edwards casó con Susanna Beall, de Maryland, y tuvo 13 hijos nacidos en Virginia, Kentucky, Luisiana y Georgia. Su hijo más conocido fue Haden Harrison Edwards. En 1820 Haden Edwards y su hermano Benjamin adquieren una plantación cerca de Jackson, Misisipi.
Cuando supieron que las autoridades mexicanas estaban interesadas en abrir Texas a los inmigrantes americanos, viajó a México capital, donde junto con Stephen F. Austin y otros, persuadió a las autoridades para que emitiera leyes favorables a los nuevos asentamientos americanos en Texas. Y así fue en 1824, cuando el gobierno federal mexicano autorizó por primera vez la inmigración a Texas. En los términos de la nueva Ley de Colonización cada estado mexicano establecía sus propios normas para la inmigración. El 24 de marzo de 1825, el estado de Coahuila y Texas autoriza por ley grandes concesiones de tierra a los empresarios que deberían organizar su particular colonización.  Se formó un lobby en México de empresarios entre los que se encontraba Edwards, un americano especulador en tierras, que pronto fue conocido por su temperamento impulsivo y agresivo. Con todo, consiguió su contrato (de concesión de tierras) el 14 de abril de 1825.  El contrato le permitía asentar a 800 familias en el este de Texas. Pero debía respetar los títulos de propiedad hispano-mexicanos preexistentes en su concesión, organizar una milicia para proteger a los colonos y permitir que un comisario estatal certificara los títulos de tierras dados por Edwards.
La colonia de Edwards comprendía desde el río Navasota hasta 20 leguas al oeste del río Sabine, y desde 20 leguas al norte del golfo de México hasta 15 leguas al norte del pueblo de Nacogdoches. Al oeste y norte de la colonia existían tierras ocupadas por varias tribus indias que poco antes habían sido expulsadas de los Estados Unidos. Al sur estaba la colonia de Austin, el primer empresario en Texas, que unos años antes había recibido permiso para establecer su colonia. Y al este estaba la zona neutral del antiguo estado libre de Sabine, un territorio sin ley durante varias décadas.
Edwards llegó a Nacogdoches en agosto de 1825.  Pronto irritó y entró en conflicto con los habitantes residentes antes de su llegada. Bajo el extendido equívoco de que estaba autorizado a supervisar la validez de los títulos de propiedad preexistentes , en septiembre avisó a los residentes de que debían probar sus títulos (escriuturas) o de lo contrario perderían las tierras y éstas serían subastadas.  Ninguno de los residentes angloparlantes tenía títulos válidos; los que no habían llegado como filibusteros fueron engañados por los especuladores de tierras. Los residentes de habla española fueron incapaces de encontrar la documentación recibida por sus familias hacía 70 o más años.  El objetivo de Edwards era echar a los propietarios pobres y atraer a los ricos propietarios de plantaciones del sur de los Estados Unidos. Un rico hacendado como él despreciaba a los residentes pobres o que pertenecían a una raza diferente a la suya. Anticipándose a un posible conflicto entre el nuevo empresario y los antiguos residentes, el alcalde, Luis Procela, y el secretario municipal, José Antonio Sepulveda, empezaron a validar los viejos títulos de propiedad españoles y mexicanos. Ambos fueron acusados por Edwards de falsificar escrituras. En realidad, los tres actuaban equivocadamente porque solo el comisionado estatal tenía autoridad para validar las escrituras existentes.
Los colonos protestaron ante el Jefe político, Saucedo. Y en junio de 1826, el presidente mexicano, Guadalupe Victoria anuló el contrato con Edward y le expulsó de México. El 22 de noviembre de 1826, 36 hombres armados apoyados por Edwards, arrestaron a sus opositores, el alcalde Samuel Norris, a otros oficiales, y a José Antonio Sepulveda, el comandante de la reducida milicia mexicana de Nacogdoches.
El 16 de diciembre de 1826 los rebeldes entraron en Nacogdoches y levantaron la bandera de la independencia. El 21 de diciembre de 1826 Edwards firmó un documento que declaraba la República de Fredonia, que comprendería la tierra desde el río Sabine al río Grande. El 13 de diciembre de 1826 el coronel mexicano Mateo Ahumada y Saucedo marcharon contra los rebeldes de Texas. Austin organizó a los demás colonos contra Edwards y evitó una rebelión abierta. Austin se ofreció a negociar con Edwards, pero éste se negó. El 22 de enero de 1827, el coronel Ahumada se dirigió hacia Nacogdoches. Los enfrentamientos dentro del bando de Edwards debilitaron su posición. Finalmente, ante el avance de las fuerzas mexicanas y de los colonos, Edwards huyó a Luisiana el 28 de enero de 1827. Volvió a Texas durante la Revolución de Texas, participó en la batalla de Nacogdoches e instaló su casa en el pueblo de Nacogdoches, donde residió hasta el fin de sus días, el 14 de agosto de 1849.